# Skin Research and Technology
Skin Research and Technology, abgekürzt Skin Res. Technol., ist eine wissenschaftliche Fachzeitschrift, die vom Wiley-Blackwell-Verlag im Auftrag der International Society for Biophysics and Imaging of the Skin und der International Society for Digital Imaging of the Skin veröffentlicht wird. Die Zeitschrift erscheint mit vier Ausgaben im Jahr. Es werden Arbeiten veröffentlicht, die sich mit der Anwendung von biophysikalischen Methoden und bildgebenden Verfahren in der Dermatologie beschäftigen.
Der Impact Factor lag im Jahr 2014 bei 1,309. Nach der Statistik des ISI Web of Knowledge wird das Journal mit diesem Impact Factor in der Kategorie Dermatologie an 39. Stelle von 63 Zeitschriften geführt.